# Automatic Number Identification
Automatic Number Identification (ANI) ist ein Dienst in Telefonnetzen, der Nutzern die Telefonnummer und verschiedene weitere Parameter des Anrufers übermittelt. Entwickelt wurde ANI von AT&T für die interne Abrechnung von Ferngesprächen. Genutzt wird der Service in den USA typischerweise von Call-Centern mit für den Anrufer kostenlosen Rufnummern, Inward Wide Area Telephone Service (WATS). Typisch sind dies US-Rufnummern in den Vorwahlbereichen 800, 888, 877, 866, oder 855.
Funktionell ist ANI mit den in Europa üblichen Intelligenten Netz (IN) vergleichbar.
Der Dienst berücksichtigt nicht, ob der Anrufer seine Rufnummer mittels CLIR unterdrücken möchte. Parameter des Anrufers, wie die Rufnummer, aus welchem Netz (Fest- oder Mobilfunknetz) und ggf. der Ort im Festnetz, werden der Vermittlungsstelle auf seiner Seite ohnehin ermittelt und verarbeitet.